# ريبوز منقوص الأكسجين
ريبوز منقوص الأكسجين (بالإنجليزية: Deoxyribose)‏ هو جزيء سكر به 5 ذرات كربون . يختلف عن ريبوز في أن 2-Deoxyribose تكون مجموعة الكربوكسيل مرتبطة بالذرة الثانية للكربون بدلا من ذرة هيدروجين . وتعني الكلمة الإنجليزية Deoxy أن الأكسجين ناقص . وفي حالة إذابته في الماء يكون موجودا في هيئة بيريبوبيرانوز Pyribopyranose .
توجد من الريبوز منقوص الأكسجين عدة أنواع أحدها D-Deoxyribose واهمها ، فإذا لم يحدد المقال نوع الريبوز منقوص الأكسجين فيكون النوع د-ريبوز منقوص الأكسجين هو المعني.

توازن كيميائي. في صورته الخطية يكون موجودا طبقا لهذا التوازن الكيميائي بنسبة 7و0% فقط.

## وجوده في الإنسان
يوجد الريبوز منقوص الأكسجين في هيئته فورانوز لاحد الجزيئات الأساسية في بنية الدنا، وقد اكتشفه الباحث «فوبوس ليفين» في عام 1929.

## أهميته البيولوجية

جزء من الدنا

تشكل مركبات deoxyribose-2 (ملحوظة : 2 تكتب في مقدمة الاسم وليست في آخره؛ صعوبة كتابية) جزءا هاما في تركيب الدنا وبالتالي مهمة جدا في علم الأحياء بصفة عامة .
وجزيء حمض ديوكسي ريبونوكليك في الدنا هو الذي يحمل معلومات الجينات في الكائن الحي، أي أنه أحد مخازن تخزين المعلومات الوراثية، وهو يتكون من سلسلة طويلة من وحدات ديوكسي ريبوز تسمى نوكليوتيدات ، ومترابطة بواسطة مجموعات فوسفات.
وطبقا لترقيم الحمض النووي فإن نوكليوتيد الدنا يتكون من جزيء ديوكسي ريبوز مرتبط بقاعدة (عادة تكون أدينين ، أو تيمين ، أو غوانين ، أو سيتوسين وتكون مرتبطة بذرة الكربون 1′ للريبوز . وترتبط بالذرة 5′ لكل ديوكسي ريبوز مجموعة فوسفات بدلا من مجموعة الهيدروكسيل ، مكونة نوكليوتيد يترابط مع ذرة الكربون 3′ للـ ريبوز منقوص الأكسجين السابق له.
ويبدو أن فقدان مجموعة الهيدروكسيل المرتبطة بذرة الكربون 2′ في الريبوز منقوص الأكسجين هي المسؤولة عن الليونة الميكانيكية في الدنا بالمقارنة بليونة الرنا ، مما يحعله يتخذ شكل اللولب المزدوج ، بالإضافة إلى أن ينكمش نوعا ما أو يتقلص ليصبح مناسبا لوجوده في نواة الخلية (الصغيرة) في حقيقيات النوى.
ويكون جزيئات الدنا المركب من سلسلتين مترابطتين عرضيا في العادة أطول كثيرا من جزيئات الرنا . وعموما فإن السلسلة في الرنا في الدنا متماثلتان ، إلا أن الرنا هو سلسلة مفردة ويتكون من جزيئات ريبوز بدلا من ريبوز منقوص الأكسجين .
ومن المشتقات البيولوجية الهامة للـريبوز منقوص الأكسجين (ديوكسي ريبوز) توجد الثلاثي فوسفات ، وثنائي الفوسفات ، وأحادي الفوسفات ؛ كما يوجد أيضا 3′-5′ فوسفات حلقي.

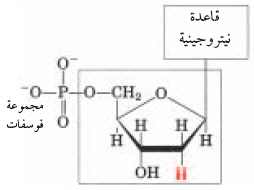

## اقرأ أيضا
- ريبوز
- ديوكسي ريبونوكليوتيد
- ريبوز 5-فوسفات
- قاعدة نووية (كيمياء)
- الدنا
- الرنا
- ترقيم الحمض النووي
- الاتجاهية (علم الأحياء الجزيئي)